# 武居高四郎
武居 高四郎（たけい たかしろう、1893年8月2日 - 1972年8月9日）は、日本の都市計画家、土木工学者。専門は都市計画学。工学博士（京都帝国大学）。京都大学名誉教授。本邦の都市計画学の草分けとして知られる。実業家武居綾蔵の養子で、妻妙子は湯川秀樹の次姉。

## 人物
岡山県津高郡一宮村（現・岡山市北区）に生まれる（旧姓小野）。旧制岡山県立岡山中学校、第六高等学校を経て1917年京都帝国大学工科大学土木工学科を卒業。 大阪市役所に入り市区改正部などで技師として奉職。次いで内務省技師、国の都市計画の実務に従事する。この間米国ハーバード大学、英国リヴァプール大学に留学、都市計画学を学ぶ。1922年京都帝国大学工学部が日本最初の都市計画の講座（土木工学第六講座）を開設。1926年助教授として迎えられ同講座を担当する。1928年教授。1938年学位論文「地方計画の研究」により京都帝国大学より工学博士号を取得。1950年より金沢大学教授を併任する（-55年）。1956年京都大学名誉教授。
勃興期にある日本の都市計画に新風をもたらし、1956年の退職まで30年間にわたって後進の育成と都市計画学の確立に専念。実務として大阪、神戸、堺、西宮、尼崎、金沢、中国・長春などの都市計画、都市建設事業に参加した。日本都市計画学会の創設にも関わり、都市計画審議会委員も務めた。早くより都市計画、国土計画に刮目、研究した成果を論文、著書に残した。

## 栄典
- 1966年（昭和41年）4月29日 - 勲二等旭日重光章[3]

## 主著
- 『都市計画図譜』広陵社、1926年
- 『地方計画の理論と実際』冨山房、1938年
- 『新都市計画』秋田屋、1947年
- 『道路工学』大雅堂、1948年
- 『都市計画』山海堂、1949年 / 共立出版、1958年
- 『都市計画 続篇』山海堂、1951年

### 記念論文集
- 武居先生退官記念事業会 編発行『武居高四郎先生退官記念論文集』1956年